# Dimitrije Petronijević
Dimitrije Petronijević (in serbo Димитрије Петронијевић?; 21 giugno 2001) è un calciatore serbo, centrocampista dello Zvijezda 09.

## Carriera
Cresciuto nello Zlatibor Čajetina, debutta in prima squadra il 25 ottobre 2020 in occasione dell'incontro di Superliga perso 2-0 contro il Vojvodina; realizza la sua prima rete una settimana più tardi, nella vittoria per 2-0 in casa del Rad Belgrado.
Dopo la retrocessione del club a fine stagione, nel giugno 2021 passa a titolo definitivo al neopromosso Kolubara.

## Statistiche
Statistiche aggiornate al 10 dicembre 2021.

### Presenze e reti nei club
| Stagione        | Squadra           | Campionato      | Campionato | Campionato | Coppe nazionali | Coppe nazionali | Coppe nazionali | Coppe continentali | Coppe continentali | Coppe continentali | Altre coppe | Altre coppe | Altre coppe | Totale | Totale | Totale |
| Stagione        | Squadra           | Comp            | Pres       | Reti       | Comp            | Pres            | Reti            | Comp               | Pres               | Reti               | Comp        | Pres        | Reti        | Pres   | Reti   |        |
| --------------- | ----------------- | --------------- | ---------- | ---------- | --------------- | --------------- | --------------- | ------------------ | ------------------ | ------------------ | ----------- | ----------- | ----------- | ------ | ------ | ------ |
| 2020-2021       | Zlatibor Čajetina | SL              | 21         | 1          | CS              | 1               | 0               |                    | -                  | -                  |             | -           | -           | 22     | 1      |        |
| 2021-2022       | Kolubara          | SL              | 4          | 0          | CS              | 0               | 0               |                    | -                  | -                  |             | -           | -           | 4      | 0      |        |
| Totale carriera | Totale carriera   | Totale carriera | 25         | 1          |                 | 1               | 0               |                    | -                  | -                  |             | -           | -           | 26     | 1      |        |